# Leo Abl
Leo Gustav Franz Abl (* 13. April 1885 in Wien; † 21. April 1961 in Leipzig) war ein deutscher Landwirtschaftswissenschaftler und Hochschullehrer für Tierzucht.

## Leben
Leo Abl schloss 1901 die Oberrealschule im rheinländischen Elberfeld ab und begann anschließend eine Ausbildung zum Kaufmann, die er aus gesundheitlichen Gründen abbrach. Von 1904 bis 1908 bildete er sich zum Landwirt an verschiedenen Orten in Westfalen und Hessen-Nassau aus. Er studierte von 1908 bis 1914 an der Königlich Preussischen Landwirtschaftlichen Akademie in Poppelsdorf bei Bonn, wo er 1913 die wissenschaftliche Prüfung für Tierzuchtinspektoren ablegte und 1914 die Lehramtsprüfung in Landwirtschaft abschloss; in dieser Zeit wurde er am 15. September 1910 als Assistent am Institut für Tierzucht und Molkereiwesen in Bonn eingestellt und war ohne Unterbrechung mit der Aufarbeitung der auf dem Versuchsgut Dikopshof durchgeführten Versuche beschäftigt.
Seine berufliche Laufbahn begann er als Tierzuchtbeamter bei der Landwirtschaftskammer der Provinz Sachsen in Halle (Saale) von 1914 bis 1919 und hatte nebenbei die Geschäftsführung des Höhenfleckviehzuchtverbandes der Provinz Sachsen übernommen. Er war dann von 1919 bis 1927 Leiter des Tierzuchtamtes Erfurt; sein Aufgabengebiet umfasste die Förderung der gesamten Landestierzucht innerhalb der Provinz Sachsen, zu deren Durchführung ihm die sieben in der Provinz bestehenden Tierzuchtämter unterstellt waren. Nebenbei wurde er vom preußischen Landwirtschaftsministerium zum Staatskommissar für das Melkereiprüfungswesen in den preußischen Provinzen Sachsen, Brandenburg und Pommern berufen und war dazu im Prüfungsausschuss für Tierschutzbeamte beim Landwirtschaftsministerium.
In der Zeit von 1927 bis 1933 fungierte er als Tierzuchtdirektor der Landwirtschaftskammer Sachsen in Halle (Saale) und folgte damit dem verstorbenen Tierzuchtdirektor Christian Mommsen; 1927 wurde er zum Tierzuchtdirektor von der Landwirtschaftskammer Halle und 1929 zum Oberlandwirtschaftsrat vom preußischen Landwirtschaftsministerium ernannt. Mit der Machtübernahme durch die Nationalsozialisten wurde er am 3. April 1933 aus allen Ämtern entfernt und am 1. Januar 1934 in den endgültigen Ruhestand versetzt. Nach 1933 arbeitete er als Tierzuchtberater auf privater Grundlage und war als selbständiger Unternehmer in West- und Ostpreußen, Sachsen und Pommern tätig.
Im Jahr 1944 wurde er zur Wehrmacht eingezogen, war bis zum 8. November 1944 Leiter eines Kriegsgefangenenarbeitskommandos und zuletzt Landesschütze eines Ersatzbataillons in Torgau. Von 1944 bis 1945 war er Widerrufsbeamter der Landesbauernschaft Sachsen-Anhalt und von 1945 bis 1947 Geschäftsführer des Landeskontrollverbandes Sachsen-Anhalt. Von 1947 bis 1951 war er Abteilungsleiter der Zentralforschungsanstalt für Tierzucht in Dummerstorf bei Rostock und hatte von 1948 bis 1951 eine nebenamtliche Beschäftigung als Professor mit Lehrauftrag für staatliche Maßnahmen zur Förderung der Tierzucht an der Universität Rostock.

## Schriften (Auswahl)
- Der Blutaufbau und die Organisation der Zuchtbestrebungen des Simmentaler Rindes in der Provinz Sachsen. Berlin 1920.
- Anleitung zum Messen der Rinder. Berlin-Halensee 1921.